# 30 juillet
Pour les articles homonymes, voir Trente-Juillet.
30 juin 30 août
Chronologies thématiques
- Croisades
- Ferroviaires
- Sports
- Disney
- Anarchisme
- Catholicisme

Abréviations / Voir aussi
- (° 1852) = né en 1852
- († 1885) = mort en 1885
- a.s. = calendrier julien
- n.s. = calendrier grégorien
- Calendrier
- Calendrier perpétuel
- Liste de calendriers
- Naissances du jour

Le 30 juillet est le 211e jour de l'année du calendrier grégorien, 212e lorsqu'elle est bissextile, il en reste ensuite 154.
Son équivalent était généralement le 12 thermidor du calendrier républicain / révolutionnaire français, officiellement dénommé jour de la salicorne (plante surtout côtière).

## Événements

### IIesiècleav. J.-C.
- 101 av. J.-C. : bataille de Verceil durant la guerre des Cimbres.

### XVesiècle
- 1419 : première défenestration de Prague.

### XVIIesiècle
- 1608 : à Ticonderoga (aujourd'hui Crown Point, New York), Samuel de Champlain abat deux chefs iroquois. Cet épisode va marquer durablement les relations franco-iroquoises.
- 1635 : début du siège de Schenkenschans par le prince d'Orange, dans le cadre de la guerre de Quatre-Vingts Ans.
- 1656 : le roi Charles X Gustave de Suède écrase la coalition polono-lituanienne, à la bataille de Varsovie.

### XVIIIesiècle
- 1729 : fondation de la ville de Baltimore.

### XIXesiècle
- 1864 : bataille du Cratère, un épisode du siège de Petersburg, en Virginie, durant la guerre de Sécession. Il voit les sudistes repousser une attaque nordiste.

### XXesiècle
- 1945 : le sous-marin japonais I-58 torpille le croiseur lourd Indianapolis, qui venait de livrer à Tinian les derniers éléments de la bombe atomique.
- 1980 : 
  - indépendance du Vanuatu.
  - La Knesset adopte la loi de Jérusalem comme une des lois fondamentales d'Israël.
- 2000 : réélection du président vénézuélien Hugo Chávez.

### XXIesiècle
- 2010 : résolution no 1935 du Conseil de sécurité des Nations unies (rapports du secrétaire général sur le Soudan).
- 2017 :
  - élections législatives au Sénégal.
  - Élections constituantes au Venezuela.
- 2018 :
  - référendum constitutionnel aux Comores.
  - Le président sortant du Zimbabwe Emmerson Mnangagwa est réélu et son parti également vainqueur des élections législatives.
- 2023 : en Centrafrique, un référendum sur une nouvelle constitution est organisé à l'initiative du président Faustin-Archange Touadéra[1].

## Arts, culture et religion
- 1419 : première défenestration de Prague.
- 1933 : inauguration de la gare transatlantique de Cherbourg en France.

## Sciences et techniques
- 2015 : lancement de la plateforme d'applications décentralisées Ethereum[2].

## Économie et société
- 1916 : explosion de Black Tom due à un sabotage allemand durant la Première guerre mondiale.
- 1936 : création du billet de congé annuel en France dit billet Léo Lagrange.
- 2023 : au Pakistan, un attentat-suicide survenu  lors d'un rassemblement à Khar (en), tuent au moins 75 personnes et en blessent près de 200 autres[3],[4].
- 2024 :
  - au Royaume-Uni, des émeutes éclatent à la suite d'une attaque au couteau à Southport[5].
  - au Soudan, tentative d'assassinat du dirigeant, Abdel Fattah al-Burhan[6].
- 2025 : en Russie, au Kamtchatka survient le plus puissant séisme depuis 2011 sur les côtes orientales du Pacifique, où il provoque un tsunami[7].

## Naissances

### XVIIIesiècle
- 1729 : André Guillaume Resnier de Goué, général angoumoisin de brigade de la Révolution française († 2 février 1811).
- 1738 : Nicolas Brémontier (Nicolas-Thomas Brémontier), ingénieur français ès fixation des dunes par exemple († 16 août 1809).

### XIXesiècle
- 1809 : Charles Chiniquy, prêtre québécois excommunié et devenu prédicateur anticatholique († 16 janvier 1899).
- 1818 : Emily Brontë, femme de lettres britannique († 19 décembre 1848).
- 1857 : Adolphe Léon Willette, peintre, illustrateur, affichiste, lithographe et caricaturiste français († 4 février 1926).
- 1859 : Eugène Piffaretti, chef de chant († 17 octobre 1914).
- 1863 : Henry Ford, constructeur automobile, créateur du fordisme et fondateur de la Ford Motor Company († 7 avril 1947).
- 1872 : Clémentine de Belgique, princesse belge devenue princesse Napoléon († 8 mars 1955).
- 1889 :
  - Horace Alexander, quaker, professeur, écrivain, pacifiste et ornithologue britannique († 30 septembre 1989).
  - Frans Masereel, graveur et peintre belge († 3 janvier 1972).
- 1890 : Casey Stengel, joueur et gérant de baseball américain, champion de la Série mondiale de 1949 à 1953, en 1956 et en 1958 († 29 septembre 1975).
- 1892 ( / 17 octobre) : Paolo Ferrara, acteur italien († 5 novembre 1965).
- 1898 : Henry Moore, sculpteur britannique († 31 août 1986).

### XXesiècle
- 1901 : Alfred Lépine, joueur de hockey sur glace professionnel québécois, champion de la Coupe Stanley en 1930 et 1931 († 2 août 1955).
- 1903 :
  - Harold Ballard, propriétaire et gestionnaire de hockey canadien († 11 avril 1990).
  - Alan Macnaughton, homme politique et sénateur canadien, président de la Chambre des communes de 1963 à 1966 († 16 juillet 1999).
- 1908 : Arthur Sasse, photographe américain († octobre 1973).
- 1914 :
  - Béatrix Beck, écrivaine belge, prix Goncourt en 1952 († 30 novembre 2008).
  - Michael Morris, journaliste, auteur et officiel sportif irlandais, président du Comité international olympique de 1972 à 1980 († 25 avril 1999).
- 1918 : 
  - Ursula Șchiopu (ro), psychologue et poétesse roumaine († 4 mars 2015).
  - Henri Chammartin, cavalier suisse, spécialiste du dressage, champion olympique († 30 mai 2011).
- 1919 : Michel Gartner, résistant français du réseau Alliance pendant la Seconde Guerre mondiale († 30 novembre 1944).
- 1920 :
  - Barbara Laage, actrice française († 19 mai 1988).
  - Farid Shawki, acteur égyptien, scénariste et producteur de films († 27 juillet 1998).
- 1921 :
  - Lucien Hérouard, footballeur professionnel français († 2 janvier 2004).
  - Grant Johannesen, pianiste classique américain († 27 mars 2005).
- 1923 : Hrant Shahinyan, gymnaste arménien concourant pour l'URSS, double champion olympique († 29 mai 1996).
- 1924 :
  - Désiré Aerts, vétérinaire, zoologiste et acteur québécois d'origine belge († 1er septembre 1997).
  - Rita Bibeau, actrice et chanteuse québécoise.
  - William H. Gass, écrivain américain (6 décembre 2017).
- 1925 :
  - Antoine Duhamel, compositeur français et de Valmondois, principalement pour des musiques de films († 10 septembre 2014).
  - Jacques Sernas, acteur français († 3 juillet 2015).
  - Jean Zévaco, évêque catholique français, évêque émérite de Tôlagnaro, à Madagascar († 25 juillet 2017).
- 1928 : Valentin Muratov, gymnaste russe quadruple champion olympique († 6 octobre 2006).
- 1929 : Bill Davis, homme politique canadien, 18e premier ministre de l’Ontario de 1971 à 1985 († 8 août 2021).
- 1931 : Dominique Lapierre, écrivain français († 2 décembre 2022).
- 1932 : Edd Byrnes, acteur et chanteur américain († 8 janvier 2020).
- 1934 : 
  - André Prévost, compositeur et professeur de musique canadien († 27 janvier 2001).
  - Bud Selig (Allan Huber Selig Jr. dit), gestionnaire de sport américain, commissaire du baseball majeur.
  - Abdoulaye Seye, athlète franco-sénégalais, spécialiste du sprint († 13 octobre 2011).
- 1936 : George « Buddy » Guy, chanteur de blues américain.
- 1937 : John de Chastelain, militaire et diplomate canadien, deux fois chef d'état-major de la Défense et ambassadeur du Canada aux États-Unis.
- 1938 :
  - Habib Ben Yahia (الحبيب بن يحيى), homme politique tunisien plusieurs fois ministre.
  - Hervé de Charette (Hervé Marie-Joseph de Charette de La Contrie), haut fonctionnaire et homme politique français trois fois ministre.
  - Daniel Hechter, créateur de mode sportswear français.
  - Vyacheslav Ivanov, rameur russe triple champion olympique († 5 août 2024).
- 1939 : Peter Bogdanovich, réalisateur, acteur et scénariste américain († 6 janvier 2022).
- 1940 : Clive Sinclair, entrepreneur et inventeur britannique, créateur de l'entreprise Sinclair Research († 16 septembre 2021).
- 1941 : Paul Anka, chanteur canadien.
- 1942 : Colo Tavernier (Claudine Elizabeth Micheline Francisca de Paulo O'Hagan dite), scénariste européenne († 12 juin 2020).
- 1943 : Henri-François Gautrin, homme politique québécois d’origine française.
- 1945 :
  - Patrick Modiano, écrivain français, prix Nobel de littérature en 2014.
  - David Sanborn, saxophoniste américain († 30 juillet 1945).
- 1946 : Jeffrey Hammond, bassiste britannique du groupe Jethro Tull.
- 1947 : Arnold Schwarzenegger, acteur, culturiste et homme politique américain, gouverneur de l'État de Californie de 2003 à 2011.
- 1948 : Jean Reno, acteur français.
- 1953 : Aleksandr Balandine (Александр Николаевич Баландин), cosmonaute russe.
- 1956 : Réal Cloutier, joueur de hockey sur glace professionnel québécois.
- 1958 :
  - Richard Burgi, acteur américain.
  - Kate Bush, auteure-compositrice-interprète et danseuse britannique.
  - Daley Thompson, décathlonien britannique, double champion olympique.
  - Rafael Nickel, épéiste allemand, champion olympique.
  - Petra Felke, athlète allemande, championne olympique du lancer du javelot.
- 1960 : Richard Linklater, réalisateur et scénariste américain.
- 1961 :
  - Laurence Fishburne, acteur américain.
  - Jim Watson, homme politique canadien, maire d'Ottawa de 1997 à 2000 et depuis 2010.
- 1962 : Vladimir Dejourov (Владимир Николаевич Дежуров), cosmonaute russe.
- 1963 :
  - Lisa Kudrow, actrice américaine.
  - Chris Mullin, basketteur américain.
- 1964 :
  - Vivica A. Fox, actrice et productrice américaine.
  - Jürgen Klinsmann, footballeur et sélectionneur allemand.
- 1968 : Robert Korzeniowski, athlète polonais spécialiste de la marche sportive, quadruple champion olympique.
- 1969 : 
  - Simon Baker, acteur australien.
  - Yasuhiko Tsuchida, artisan verrier japonais.
- 1970 :
  - Kellie Leitch, femme politique canadienne.
  - Christopher Nolan, réalisateur, producteur et scénariste britannique.
- 1971 :
  - Calogero (Calogero Joseph / Giuseppe Salvatore Maurici dit), chanteur français.
  - Christine Taylor, actrice américaine.
- 1972 : Éric Bartecheky, entraîneur français de basket-ball.
- 1973 : 
  - Markus Näslund, joueur de hockey sur glace professionnel suédois.
  - Marlenis Costa, joueuse de volley-ball cubaine, triple championne olympique.
- 1974 :
  - Jason Robinson, joueur international britannique de rugby.
  - Hilary Swank, actrice américaine.
- 1975 : Tazin Ahmed, actrice et dramaturge bangladaise († 22 mai 2018).
- 1976 : Nikolai Kinski, acteur franco-américain.
- 1977 :
  - Jürgen Patocka, footballeur autrichien.
  - Jaime Pressly, actrice et modèle américaine.
- 1978 : Adrien Hardy, rameur d'aviron français, champion olympique.
- 1979 :
  - Carlos Arroyo, joueur de basket-ball porto-ricain.
  - Clotilde Hesme, actrice française.
- 1980 : Justin Rose, golfeur britannique d’origine sud-africaine.
- 1981 :
  - Lisa Goldstein, actrice américaine.
  - Nicky Hayden, pilote de vitesse moto américain.
- 1982 : Yvonne Strahovski, actrice australienne.
- 1985 : Dylan Axelrod, joueur de baseball américain.
- 1986 : Nicolas Taccoen, basketteur français.
- 1987 : Elise Estrada, chanteuse canadienne.
- 1988 : 
  - Lara Jean Marshall, actrice australienne.
  - Nico Tortorella, acteur américain.
- 1989 : Johannes Halbig, musicien allemand, chanteur et guitariste du groupe Killerpilze.
- 1991 :
  - David Carreira, chanteur portugais et français.
  - Laury Thilleman, miss Bretagne 2010, miss France 2011 puis animatrice de télévision.
- 1994 : Tom van Kessel, acteur néerlandais
- 1996 : Jacob Lofland, acteur américain.
- 1997 : Finneas O'Connell, chanteur et compositeur américain.
- 2000 : 
  - Halla Bouksani, joueuse de badminton algérienne.
  - Roman Mityukov, nageur suisse.
  - Terrence Shannon Jr., basketteur américain.
  - Jannine Weigel, chanteuse pop thaïlandaise.

### XXIesiècle
- 2001 : 
  - Margot Béziat, céiste française.
  - Sota Kawasaki, footballeur japonais.
  - Daniel Ruiz Rivera, footballeur colombien.
  - Kevin Zenón, footballeur argentin.
- 2002 : 
  - Ardon Jashari, footballeur suisse.
  - Taky Marie-Divine Kouamé, coureuse cycliste française.
  - Sékou Mara, footballeur français.
  - Christiaan Ravych, footballeur belge.
  - Sofia Samodourova, patineuse artistique russe.
  - Daria Vaskina, nageuse russe.
  - Jabari Walker, basketteur américain.
- 2003 : Akito Suzuki, footballeur japonais.
- 2004 : 
  - Reynold Cheruiyot, athlète de demi-fond kényan.
  - Eduard Rădăslăvescu, footballeur roumain.
- 2005 : 
  - V. J. Edgecombe, basketteur bahaméen.
  - Oriane Jaillardon, nageuse de synchronisée française.
- 2014 : Louise-Marguerite d'Orléans, fille de Jean d'Orléans.

## Décès

### VIIIesiècle
- 734 : Tatwine (ou Tatwin), ecclésiastique mercien angle/saxon, archevêque de Cantorbéry / Canterbury de 731 à sa mort, érudit auteur d'une grammaire latine et d'un recueil d'énigmes également en latin (° vers 670).

### XIesiècle
- 1093 : Berthe de Hollande, reine de France, épouse de Philippe Ier (° 1058).

### XIIIesiècle
- 1233 : Conrad de Marbourg, religieux allemand de l'ordre des Prémontrés, confesseur de sainte Élisabeth de Hongrie, premier responsable de l’Inquisition dans le Saint-Empire romain germanique (° vers 1180-1200).

### XVIIesiècle
- 1683 : Marie-Thérèse d'Autriche, reine de France et de Navarre, première épouse de Louis XIV (° 10 septembre 1638).

### XVIIIesiècle
- 1712 : Paul Tallemant le Jeune, homme d’Église et de lettres français (° 18 juin 1642).
- 1718 : William Penn, fondateur de l'État de Pennsylvanie (° 14 octobre 1644).
- 1771 : Thomas Gray, poète anglais (º 26 décembre 1716).

### XIXesiècle
- 1811 : Miguel Hidalgo, religieux et rebelle indépendantiste mexicain (° 8 mai 1753).
- 1865 : Étienne-Paschal Taché, homme politique canadien, un des Pères de la Confédération, premier ministre du Canada de 1855 à 1857 et de 1864 à 1865 (° 5 septembre 1795).
- 1886 : Shlomo Ganzfried, rabbin hongrois (° 1804).
- 1894 : Walter Pater, essayiste anglais, historien de l'art et critique littéraire britannique (° 4 août 1839).
- 1898 :
  - Otto von Bismarck, homme politique allemand, chancelier de 1871 à 1890 (° 1er avril 1815).
  - Thérèse Toda y Juncosa, religieuse espagnole, fondatrice des Carmélites Thérèsiennes de saint Joseph (° 19 août 1826).

### XXesiècle
- 1912 : Meiji (明治天皇), empereur du Japon de 1867 à sa mort (° 3 novembre 1852).
- 1914 : Vassily Krestovsky, peintre et sculpteur russe (° 4 octobre 1889).
- 1930 : Hans Gamper, homme d'affaires suisse, fondateur du FC Barcelone (° 22 novembre 1877).
- 1961 : Domenico Tardini, cardinal italien, secrétaire d'État du Vatican de 1944 à sa mort (° 29 février 1888).
- 1970 : George Szell, chef d’orchestre américain d’origine hongroise (° 7 juin 1897).
- 1975 : 
  - James Blish, écrivain de science-fiction américain (° 23 mai 1921).
  - Jimmy Hoffa, dirigeant syndicaliste américain (° 14 février 1913).
- 1983 :
  - Howard Dietz, parolier et directeur de studio de cinéma américain (° 8 septembre 1896).
  - Lynn Fontanne, actrice américaine (° 6 décembre 1887).
- 1992 :
  - Brenda Marshall, actrice américaine (° 29 septembre 1915).
  - Joe Shuster, dessinateur de comics d’origine canadienne, co-créateur de Superman (° 10 juillet 1914).
- 1996 :
  - Claudette Colbert, actrice américaine (° 13 septembre 1903).
  - Magda Schneider, actrice allemande (° 17 mai 1909).
- 1998 :
  - Maurice Bardèche, écrivain, biographe et polémiste français (° 1er octobre 1907).
  - Jorge Russek, acteur mexicain (° 4 janvier 1932).
  - Laila Schou Nilsen, skieuse alpine et patineuse de vitesse norvégienne (° 18 mars 1919).
  - Buffalo Bob Smith, acteur américain (° 27 novembre 1917).
  - Kenneth A. Walsh, officier de l'air américain (° 24 novembre 1916).
- 2000 : Joan Muntaner, footballeur espagnol (° 2 février 1917).

### XXIesiècle
- 2003 :
  - Mendel L. Peterson, militaire américain (° 8 mars 1918).
  - Sam Phillips, producteur musical américain (° 5 janvier 1923).
- 2005 :
  - Gilberte Cournand, journaliste et critique de danse galeriste et libraire française (° 25 septembre 1913).
  - John Garang, militaire et homme politique soudanais (° 23 juin 1945).
  - Eli « Lucky » Thompson, saxophoniste ténor de jazz américain (° 16 juin 1924).
- 2006 :
  - Al Balding (en), golfeur professionnel canadien (° 29 avril 1924).
  - Murray Bookchin, écrivain, historien, philosophe, professeur d'université, anarchiste et militant pour la paix américain (° 14 janvier 1921).
  - Gerson Gu-Konu, militant pour la paix et les droits de l'homme, parlementaire togolais (° 1932).
- 2007 :
  - Michelangelo Antonioni, scénariste et réalisateur de cinéma italien (° 29 septembre 1912).
  - Ingmar Bergman, réalisateur, scénariste et metteur en scène suédois (° 14 juillet 1918).
  - Ali Meshkini (علی اکبر فیض مشکینی), ayatollah et homme politique iranien, un des fondateurs de la République islamique d'Iran (° 1922).
- 2008 : Vittorio Fiorucci, photographe, caricaturiste québécois d’origine italienne (° 29 novembre 1932).
- 2009 : Peter Zadek, metteur en scène de théâtre, traducteur et scénariste allemand (° 19 mai 1926).
- 2010 : Otto Joachim, violoniste et compositeur canadien d’origine allemande (° 13 octobre 1910).
- 2014 : Harun Farocki, réalisateur tchèque (° 9 janvier 1944).
- 2015 : Lynn Anderson, chanteuse américaine de musique country (° 26 septembre 1947).
- 2016 : Anna Marchesini, actrice, écrivaine et imitatrice italienne (° 19 novembre 1953).
- 2017 :
  - François Digard, homme politique français (° 23 octobre 1948).
  - Slim Mahfoudh, acteur tunisien (° 19 janvier 1942).
  - Anton Vratuša, homme politique slovène (° 21 février 1915).
- 2019 :
  - Marcian Bleahu, géologue, spéléologue, géographe, explorateur, écrivain et homme politique roumain (° 14 mars 1924).
  - Nick Buoniconti, joueur de foot U.S. américain (° 15 décembre 1940).
  - John Petroske, hockeyeur sur glace américain (° 6 août 1934).
  - Naaba Sonré, homme politique burkinabé (° 9 septembre 1941).
  - Zhao Zhihong, tueur en série chinois (° 5 septembre 1972).
- 2020 : 
  - Djemel Barek, acteur et metteur en scène franco-algérien (° 18 décembre 1963).
  - J.M.A. Biesheuvel, auteur néerlandais (° 23 mai 1939).
  - Herman Cain, homme d'affaires, éditorialiste et homme politique américain (° 13 décembre 1945).
  - Lee Teng-hui (李登輝 en mandarin ; Lí Teng-hui en taïwanais ; Lǐ Dēnghuī en pinyin), homme d'État de la République de Chine libre (Taïwan) issu du Kuomintang, président de la République de cette Chine insulaire de 1988 à 2000, père de la démocratie taïwanaise moderne (° 15 janvier 1923).
  - Lionel Rocheman, musicien, chanteur, conteur, acteur, écrivain, producteur et animateur de spectacles français (° 18 juin 1928).
- 2021 : 
  - Amar Bourouba, footballeur algérien (° 23 mars 1941).
  - Michel Chalhoub, milliardaire syrien (° 9 octobre 1931).
  - Jacob Desvarieux, musicien et chanteur français, du groupe Kassav (° 21 novembre 1955).
  - Monique Thierry, actrice et doubleuse vocale française (° 26 mars 1940).
  - Italo Vassalo, footballeur italo-érythréen (° 1940).
- 2022 :
  - Pat Carroll, actrice américaine (° 5 mai 1927).
  - Alfred Houget, dirigeant de football français (° 15 mars 1929).
  - Rolf Kesselring, éditeur, écrivain et journaliste suisse (° 26 octobre 1941).
  - Nichelle Nichols, actrice et chanteuse afro-américaine (° 28 décembre 1932).
  - Roberto Nobile, acteur italien (° 11 novembre 1947).
  - Archie Roach, chanteur australien et aborigène (° 8 janvier 1956).
- 2023 :
  - David Albahari, écrivain yougoslave puis serbe (° 15 mars 1948).
  - Gordon Conway, écologiste, biologiste et professeur d'université britannique (° 6 juillet 1938).
  - Jorge Domínguez, footballeur argentin (° 7 mars 1952).
  - Marc Jimenez, philosophe, traducteur et germaniste français (° 1er octobre 1943).
  - Konrad Klapheck, graphiste, peintre, artiste et professeur d'art allemand (° 10 février 1935).
  - Randall Neil Nelson, enseignant et un homme politique canadien (° 6 juin 1926).
  - Paul Reubens, humoriste, acteur, et scénariste américain (° 27 août 1952).
  - Kavita Singh, historienne de l'art indienne (° 5 novembre 1964).
- 2024 :
  - Adolphe Alésina, joueur de rugby à XIII français (° 21 avril 1943).
  - Fouad Chokr, activiste libanais (° 15 avril 1962).
  - Bruno Garzena, footballeur international italien (° 2 février 1933).
  - Irène Grosjean, naturopathe française (° 7 août 1930).
  - Max Kunz, homme politique allemand (° 25 juin 1929).
  - Onyeka Onwenu, chanteuse (auteure-compositrice-interprète), actrice, militante sociale et des droits de l'homme, journaliste, femme politique nigériane (° 31 janvier 1952).
  - Lyle Stewart, fermier, propriétaire de ranch et homme politique canadien (° 4 juin 1951).
- 2025 : David Argue, acteur australien (° 26 décembre 1959).

## Célébrations

### Internationales (Nations unies)
- Journée mondiale de la dignité des victimes de la traite d'êtres humains ;
- journée internationale de l'amitié, par décision de l'Assemblée générale de l'ONU du 27 avril 2011[8].

### Nationales
- Maroc (Union africaine) : fête du trône.
- Utah (États-Unis) : Dream Theater Day, déclaré par le gouverneur de cet État fédéré américain[9].
- Vanuatu (Océanie Pacifique) : fête de l'indépendance politique de cet archipel dudit océan.

### Religieuse
Christianisme : mémoire de saint Jean l'évangéliste dans le lectionnaire de Jérusalem, avec lecture biblique de Ro. 10, 12-20 et de Jn 21, 20(-25).

### Saints des Églises chrétiennes

#### Saints des Églises catholiques et orthodoxes
Référencés ci-après in fine, :
- Abdon et Sennen († vers 250) -ou « Abdo », « Abdus », et « Sennès », « Senoux », « Sennis » ou « Zennen »-, nobles kurdes ou persans, martyrs à Rome sous l'empereur Dèce.
- Godeliève († 1070) -« Godeliève de Ghistelles », « Godeleine », « Godelaine » ou « Godelive »- (ou abusivement « Gertrude »), née au château de Londefort[12] près de Boulogne-sur-Mer en Artois, martyrisée à Ghistelles par son mari Bertolf et sa belle-mère ; célébrée localement le 6 juillet par l'Église orthodoxe[13].
- Juliette († 303) -ou « Julitte »-, riche veuve à Césarée de Cappadoce, martyre sous l'empereur Dioclétien.
- Maxima, Donatilla et Secunda de Thuburbe (en) († vers 258 ou 303), vierges et martyres à Thuburbe en Afrique romaine sous l'un des empereurs Valérien et Dioclétien.
- Pierre Chrysologue († entre 449 et 451), évêque de Ravenne, docteur de l'Église ; célébré aussi le 31 juillet par l'Église catholique romaine[14] ou le 2 décembre par les Églises orthodoxes[15].
- Sylvain d'Anjou (VIe siècle), moine de l'abbaye Saint-Mesmin de Micy près d'Orléans puis ermite à Saint-Pierre-sur-Erve dans le Maine de France.
- Urse († 508) -ou « Ours » ou « Ursus »-, ermite puis évêque d'Auxerre en Bourgogne de 502 à 508.

#### Saints et bienheureux des Églises catholiques
référencés ci-après :
- 19 martyrs de la guerre civile espagnole († 1936), bienheureux, prêtres, religieux et laïcs, martyrs de la guerre d'Espagne comme la veille 29 juillet.
- Abel, deuxième fils d'Adam et Ève selon le Livre de la Genèse, personnage biblique légendaire de l'Ancien Testament, premier des martyrs selon la tradition (assassiné par son frère Caïn).
- Édouard Powell, Richard Fetherston et Thomas Abel († 1540), bienheureux, prêtres et martyrs en Angleterre sous son roi Henri VIII.
- Joseph Yuan Gengyin († 1900), martyr assassiné par la secte de Yihetuan à Daying dans la province chinoise du Hebei.
- Léopold Mandic († 1942) -ou « Léopold de Castelnuovo »-, prêtre capucin et confesseur né en Dalmatie, mort à Padoue en Vénétie.
- Mannès de Guzmán († 1234), dominicain castillan (peut-être parent de saint Dominique).
- Marie de Jésus du Saint-Sacrement († 1959), née Marie Venegas de la Torre à Zapotlanejo (Jalisco), fondatrice des Sœurs Filles du Cœur de Jésus au Mexique.
- Marie-Vincente de Sainte-Dorothée († 1949), bienheureuse née Vincente Chavez Orozco à Cotija, fondatrice de l' Institut des Servantes des Pauvres au Mexique.

#### Saints orthodoxes?
Outre les saints œcuméniques voire pré-schismatiques ci-avant, aux dates parfois "juliennes" / orientales ... 

### Prénoms du jour
Bonne fête aux Juliette et ses variantes : Giulietta, Julia, Juliet, Julieta, Julietta, Jutta, etc. (voir les Julie et Jules les 8 et 12 avril).
Et aussi aux :
- Abdallah et ses variantes voire diminutifs : Abdel, Abdoul, Abdoulaye, Abdoullah, Abdul, Abdullah, etc.
- Aux Abel et ses variantes.
- Aux Geneve et sa variante aussi bretonne Gennou (voir encore les 3 janvier).
- Aux Godeliève et ses variantes : Godelaine, Godeleine, Godeline, Godelive, Godiva, etc.
- Aux Maxima et ses variantes : Maximina, Maximine, etc.

## Traditions et superstitions

### Dictons
- « À la sainte-Juliette, l'été est en fête. »[16]
- « À saint-Abdon, mûrs sont les melons. »[17]
- « Bon fermier, à sainte-Juliette, doit vendre ses poulettes. »[18]

### Astrologie
Signe du zodiaque : huitième jour du signe astrologique du lion.

## Toponymie
Plusieurs voies, places, sites ou édifices de pays ou régions francophones contiennent cette date sous diverses graphies : voir Trente-Juillet .